# Hermann Carl Hempel

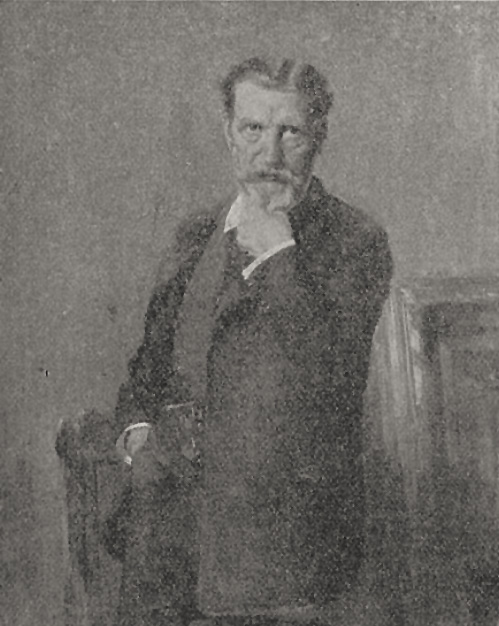
Hermann Carl Hempel, Gemälde von Wilhelm Schneider-Didam, 1907

Hermann Carl Hempel (* 13. April 1848 in Stralsund; † 26. September 1921 in Düsseldorf) war ein deutscher Landschaftsmaler und Illustrator der Düsseldorfer Schule sowie Direktor der Kunsthalle Düsseldorf.

## Leben
Hempel studierte an der Kunstakademie Düsseldorf Malerei. Dort war Andreas Müller sein Lehrer. Außerdem nahm er Unterricht bei dem Landschaftsmaler Eugen Dücker. Hempel war Mitglied der Künstlervereine Malkasten, Laetitia und Orient. Am 13. Februar 1875 wirkte er auf der Malkastenbühne in der Posse Das Ständchen als Hauptdarsteller mit. 1877 heiratete er Adele, die Tochter des Düsseldorfer Landschaftsmalers Friedrich Heunert. Das Paar hatte zwei Kinder, Friedrich (1876–1953), der Konzertorganist wurde, und Klara. Von 1883 bis 1920 war Hempel Direktor und Geschäftsführer der Kunsthalle Düsseldorf. In den Jahren 1900 und 1902 hielt sich Hempel in Katwijk auf.

## Werke (Auswahl)

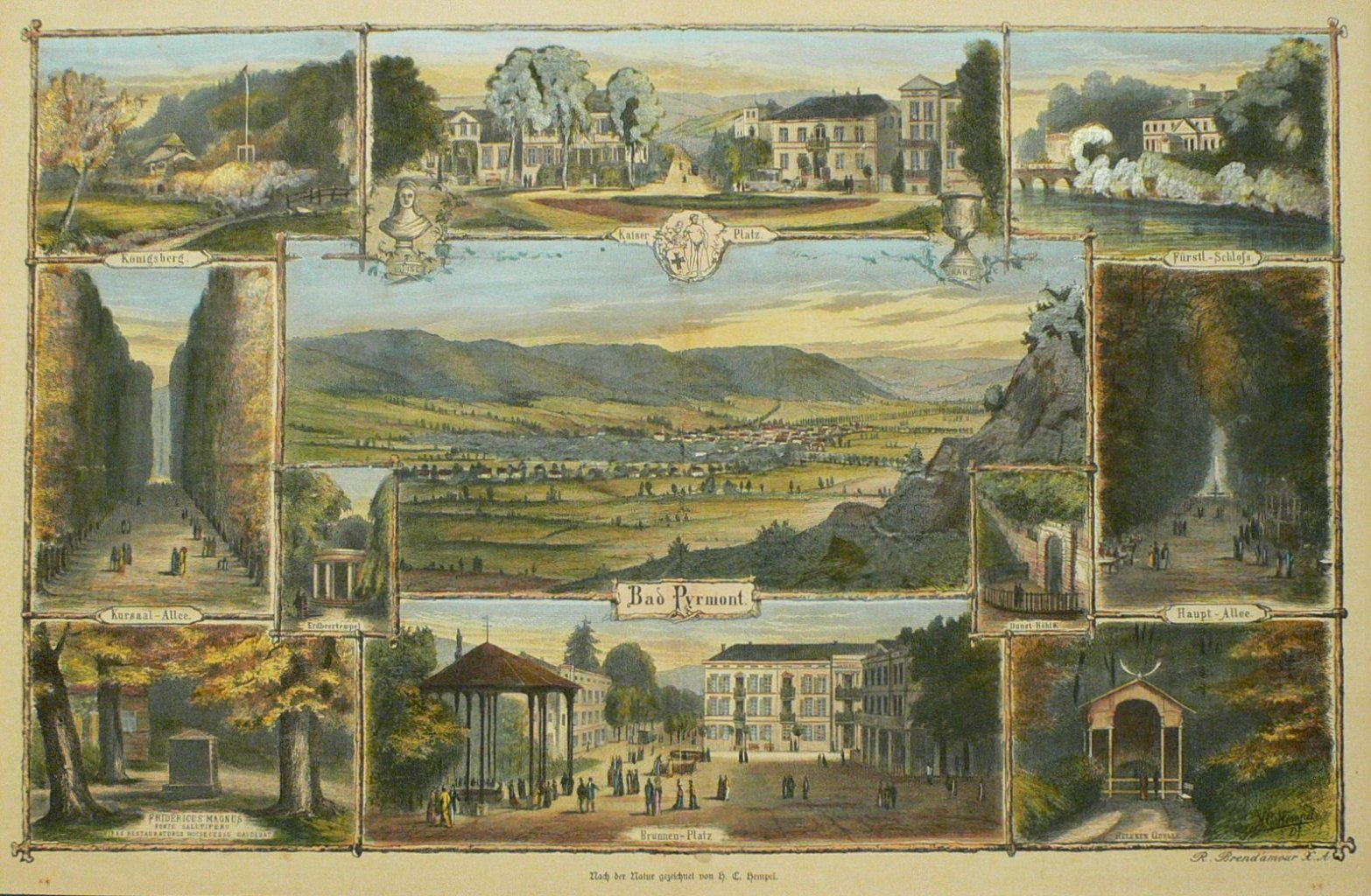
Bad Pyrmont – Souvenirblatt, 1881, Holzstich von Richard Brend’amour nach einer Vorlage von Hermann Carl Hempel

- Vorlagen zu Bad Pyrmont – Souvenirblatt, kolorierte Holzstiche von Richard Brend’amour, 1881[6]
- Wassermühle
- Teilansicht von Moselkern
- Aprilstimmung
- Eifellandschaft mit Gehöft
- Herbstliche Waldstimmung mit Weitblick
- Impressionistische Landschaft